# Urion Gallin
Urion Gallin Geller (* 29. Juni 1928 in Petach Tikwa; † 5. April 2021) war ein israelischer Leichtathlet, Arzt und Zugführer der Palmach.

## Biografie
Gallin trat 1945 der Palmach bei, schloss sich dem 3. Bataillon der Jiftach Brigade an und nahm am 17. April 1948 an der Operation Jiftach mit dem Ziel der Eroberung Galiläas teil. Nach seiner Freilassung aus der Gefangenschaft machte er einen Pilotenschein. Am 29. Juli 1954 flog Gallin mit einer Piper J-3 über einer Feier zur Einweihung eines Denkmals. Das Flugzeug stürzte dabei in die Versammlung und tötete 17 Personen. Daraufhin wurde er wegen fahrlässiger Tötung angeklagt. Das Verfahren wurde jedoch nach Anhörung der Zeugen angesichts Mangel an Beweisen aufgehoben und Gallin vom Gericht freigesprochen.
Gallin begann 1950 mit dem Diskuswurf. Bereits zwei Jahre später gehörte er bei den Olympischen Sommerspielen 1952 in Helsinki der ersten Olympiamannschaft Israels an. Im Diskuswurfwettkampf belegte er den 32. Platz. Im September des Folgejahres gewann er die Silbermedaille bei der Makkabiade. Seinen ersten Landesrekord stellte er im April 1955 mit einer Weite von 44,90 Metern auf. Zwei Monate später wurde er in Tel Aviv Israelischer Meister im Diskuswurf.
Mit 47,13 Meter stellte Gallin im Makkabia-Stadion im Mai 1956 einen weiteren Landesrekord auf. Im Folgemonat gewann er Gold im Diskuswurf und Bronze im Hammerwurf bei den Israelischen Meisterschaften.
Trotz erfüllter Olympianorm und Vorschlag des nationalen Leichtathletikverbands wurde Gallin nicht für die Olympischen Spiele 1956 in Melbourne nominiert.
Am 12. Oktober 1956 konnte Gallin seine Bestleistung im Diskuswurf auf 48,02 Meter verbessern, was zugleich einen neuen Landesrekord bedeutete. Dieser Rekord hatte circa vier Jahre Bestand und wurde schließlich von Gideon Ariel gebrochen.
Ende der 1950er Jahre zog Gallin in die Vereinigten Staaten, wo er ein Medizinstudium abschloss und später an der University of California, Berkeley als Professor für Anatomie tätig war. In den 1980er Jahren kehrte er nach Israel zurück und lebte in dem Moshav Kfar Sirkin nahe Petach Tikwa.